# Parroquia de Saint Paul (Antigua y Barbuda)
Saint Paul es un parroquia de Antigua y Barbuda en la isla de Antigua. Tiene una superficie de 46 km² y tiene una población de 6,117 habitantes según el censo del 2000. La capital es Falmouth. Saint Paul es el ubicación de English Harbour and Nelson's Dockyard.
- Datos: Q386093
- Multimedia: Saint Paul Parish, Antigua and Barbuda / Q386093